# Districte de Lohardaga
El districte de Lohardaga (Lohardugga) és una divisió administrativa de l'estat de Jharkhand a Índia, amb capital a Lohardaga. Està situada al centre-oest de l'estat amb una superfície de 191 km² i una població de 288.886 habitants (cens del 2001).
Administrativament està dividit en cinc blocs de desenvolupament (blocks):
- Kuru
- Kisko
- Senha
- Bhandra
- Lohardaga

Hi ha cinc comissaries de policia, 353 pobles i 66 panchayats.
Geogràficament està format per dues parts: les Muntanyes (Hilly Tract) i les planes (Plateau Region), la primera amb els blocks de Kisko, Senha i Kuru development blocks. La plana forma part de la plana més gran anomenada Gumla ambs els blocks de Lohardaga i Bhandra. Les poblacions són en gran part kols, especialment mundes, uraons i khàries.

## Història
El territori estava cobert de jungla i era conegut com a Jharkhand (País de la Selva), i s'hi van establir els mundes i els uraons, que encara que no es van barrejar van adoptar costums similars especialment pel que fa a les pobles i la forma de govern. El país va romandre independent sota els rages de Palamau i Chhota Nagpur, i els governadors musulmans de Bengala que van provar de conquerir-lo no ho van aconseguir. Els primers atacs musulmans foren el 1616 contra Kokrah o Chhota Nagpur pròpia i fou una expedició famosa pels diamants que es van trobar als rius; entre 1640 i 1660 van fer diverses incursions contra Palamau i la fortalesa d'aquest nom fou finalment atacada el 1660 i ocupada per Daud Khan; des de llavors fins al 1722 no hi ha cap notícia del que va passar; el 1722 el raja de Palamau Ranjit Rai va ser assassinat i Jaikissen Rai, descendent d'un fil jove d'un raja anterior, posat al tron.
Pocs anys després Jaikissen va rebre un tret en una batalla i la seva família va fugir a Megra a Bihar, i es van refugiar amb Udwant Ram, un kanungo. El 1765 els britànics van rebre el diwan (govern) de Bengala; el 1770, Udwant Ram, acompanyat de Gopal Rai, fill de Kaikissen, va anar a Patna i va presentar al jove príncep al capità Carnac, l'agent del govern, al que va designar com l'hereu legítim del Palamau Raj. Carnac va prometre ajudar-lo per recuperar el país i després de derrotar les forces del raja governant va donar una sanad possessori a Gopal Rai per cinc anys (i a dos dels seus cosins) i va abandonar el país. Palamau fou integrada al districte de Ramgarh. Al cap d'un any Gopal Rai fou sentenciat a presó a Patna per la mort del kanungo Udwant Ram, i va morir a Patna el 1784. En la seva absència l'havia succeït Bassant Rai, que ara va ser proclamat raja però va morir el mateix any 1784 i el va succeir Churaman Rai. El 1813 va esdevenir insolvent i Palamau va ser venut per pagar els impostos endarrerits i va passar al govern. El 1816 el territori fou concedit com zamindar a Fateh Narayan Singh, raja de Deo al districte de Gaya, per serveis fets al govern, però el seu govern fou tant opressiu que el poble es va revoltar i el 1818 el govern va revocar la concessió. En compensació per la pèrdua va rebaixar al raja 300 lliures a l'any dels impostos de resta dels seus possessions a Bihar. Palamau, sota domini britànic va restar tranquil·la fins i tot durant la revolta dels kols del 1831 contra el raja de Chhota Nagpur, que fou aplanada el març de 1832. Aquest any es van revoltar els cheros i els kharwars però foren dominats ràpidament 
Després de la revolta la regió es va reorganitzar administrativament i va ser integrada dins l'Agència de la Frontera del Sud-oest des de 1833 a 1854. Des de 1842 i 1843 alguns serveis administratius s'havien traslladat a Kishunpur, després coneguda com a Ranchi. El 1854 es va formar el districte de Lohardaga. El 1857 els kharwars dirigits pels bhogtes, es van revoltar contra els terratinents rajputs. Els amotinats del batalló de Ramgarh es van refugiar a Palamau i es van aliar a dos terratinents rebels, Nilambar i Pitambar Singh, però el regiment d'infanteria nativa nº 26 de Madras i alguns elements del batalló de Ramgarh que havien restat lleials, van derrotar els rebels a Satbarwa. Nilambar i Pitambar Singh entre d'altres, foren fets presoners i penjats.
La superfície del districte era de 31.197 km² i la població el 1881 d'1.609.244 habitants. La regió estava formada per la comarca coneguda com les Cinc Parganes (Silli, Rahi, Bundu, Barauda, i Tanas), algunes parganes més (Bassia, Biru i Tori) a la subdivisió de Loherdaga i la subdivisió de Palamau. Els cims més alts són Saru (1.121 metres) a l'oest de Ranchi, i Marang Baru (1.068 metres) al nord. Tenia dos cascades importants: Hundrughagh i Dasamghagh. La població estimada el 1869 fou d'1.396.474 persones. Un millor cens el 1872 va donar 1.237.123 persones en 6486 pobles; i el 1881 era d'1.609.244, dels quals eren hindús 868.842, musulmans 77.403, cristians 36.281, jains 56, budistes 1 i les religions tribals 626.661. Ètnicament la majoria de població eren kols (mundes, larkes, hos) amb 591.558 habitants. Altres tribus comptaven amb 35,000 membres; no s'esmenta si els uraons estaven inclosos entre els kols o entre altres tribus; hi havia també dhangars. Les tribus hinduitzades estaven comptades separadament: bhuiyes (58.500), kharwars (77.500), dosadhs (37.000), gonds (1400) i altres (58.500). En total la població adivasi (aborigen) era de 859.296 habitants (el 53,4%). La subdivisió de Lohardaga tenia 20.212 km² i una població el 1881 de 207.632 habitants.
La major part de la població era rural. La població urbana s'estava a Ranchi, estació civil, formada per agrupació de diversos pobles, que el 1881, incloent el camp militar de Doranda (al sud), tenia 18.443 habitants. Altres pobles destacats eren Daltonganj, capital de la subdivisió de Palamau (amb 7.440), Garw (6043), Lohardaga, antiga capital (3.661) i Chhota Nagpur o Chutia, al costat de Ranchi. L'única municipalitat era Ranchi on progressivament després del 1840 s'havien traslladat els serveis administratius. El temple més gran estava a Jagannathpur a 5 km al sud-oest de Ranchi. El nombre total de pobles era de 12.130 dels quals 9.895 tenien menys de 200 habitants.
El 1899 el comissionat es va traslladar a Ranchi i el districte va agafar el nom de districte de Ranchi. El 1972 va formar una subdivisió d'aquest districte i el 17 de maig de 1983 es va erigir en districte separat.